# 米本千珠
米本千珠（日语：／ Yonemoto Chizu，1968年8月23日—），日本女性配音員、編劇及小說家。出身和居住於廣島縣廣島市（曾居神奈川縣横濱市）。身高158.5cm。A型血。

## 簡介
青二Production所屬，青二塾東京校第14期出身。比治山女子高等學校（完全中學）、比治山大學短期大學（今名比治山大學短期大學部）畢業。2022年9月10日，从青二Production离职并从业界引退，目前以的名義從事業餘小說家。

### 經歷、人物
- 大學畢業後前往東京發展，從青二Production旗下聲優培訓學校青二塾東京校第14期畢業之後，正式進入青二Production[3]。並與同樣一起在《青澀之戀》配音的鈴木麻里子、豐真千子都是從青二塾第14期畢業。
- 為家裡三個兄弟姊妹中的老么，上有一個哥哥和姊姊，姊姊為同人作家星光（日语：星ヒカル）[8]。另外姊妹倆曾經一起共同創作，米本負責小說編寫，星光負責插圖。
- 喜歡的食物是章魚燒、茶泡飯、海膽、薯條、冰淇淋[5]。顏色有白色、橘色、粉紅色等[5]。
- 興趣是小說的追筆、B級電影鑑賞、瑜珈、芳療[3]。
- 特長有講廣島方言、瑜珈、小說執筆[3]。
- 2014年8月18日完成其個人官方部落格的改裝與更新等（參照後述）。
- 近年居住於神奈川縣橫濱市，但因雙親年事已高，大多時間返回家鄉廣島照顧雙親。目前演藝事業是持續的狀態，事實上是半休業的狀態[9]。
- 父親在2022年10月下旬因衰老離世，而星光也在同年12月31日因2019冠状病毒病病逝。[10]

## 演出
粗體字表示主要角色。

### 電視動畫
1994年
- 足球小將翼J（小田強）

1995年
- 近所物語（中須新太郎）
- 空想科學世界（女性）

1996年
- 奇天烈大百科（女孩子）

1998年
- 蠟筆小新（魔法瓶的精靈）
- 青澀之戀（松岡千惠）
- 羅德斯島戰記-英雄騎士傳-（萊娜）

1999年
- 亞克傳承2（電視播報員）
- BLUE GENDER（亞米克·亨達爾）

2011年
- 幸福光暈 ～hitotose～（弟弟、女性B）
- Persona4 the ANIMATION（伊邪那美）

2014年
- Persona4 the Golden ANIMATION（伊邪那美）

### 電影動畫
1996年
- 超人力霸王公司（日语：ウルトラマンカンパニー）（美女2）

### OVA
1994年
- BAD BOYS 搞怪少年2（みちよ）

1996年
- 少女捜査網（播報員）

### 遊戲
1997年
- 心動美麗同盟（日语：ドキドキプリティリーグ#ドキドキプリティリーグ）（須永知美）

1998年
- 青澀之戀（松岡千惠）
- 青澀寶貝（松岡千惠）
- DOKIDOKI PRETTY LEAGUE ～熱血乙女青春記～（須永知美）
- 星丘學園物語 學園祭（日语：星の丘学園物語 学園祭）（進藤愛、綾小路新）

1999年
- 熱門高爾夫（日语：ゴルフしようよ）（伊莉莎白·穆勒）

2000年
- 青澀之戀2（松岡千惠）
- 永恆傳奇（艾菈）
- 靈刻 -池田貴族心靈研究所-（日语：霊刻 -池田貴族心霊研究所-）

2001年
- 決戰II（蔡文姬）
- 熱門高爾夫2 新的挑戰（伊莉莎白·穆勒）
- 真·三國無雙2（祝融）
- 青澀之戀 ～約束（松岡千惠）

2002年
- 真·三國無雙2 猛將傳（祝融）
- 時空幻境FANDOM Vol.1（日语：テイルズ オブ ファンダム Vol.1）（艾菈）

2003年
- 真·三國無雙3（祝融）
- 真·三國無雙3 猛將傳（祝融）
- 零 ～红蝶～（立花千歳）

2004年
- 九怨（安培晴明）
- 真·三國無雙3 Empires（祝融、新武将〈柔和〉）
- Sentimental Prelude（日语：センチメンタルプレリュード）（松岡千惠）
- FATAL FRAME II CRIMSON BUTTERFLY DIRECTOR'S CUT（立花千歳）

2005年
- 真·三國無雙4（祝融）
- 真·三國無双4 猛將傳（祝融）
- 天外魔境III NAMIDA（風雲之式部）

2006年
- GUILTY GEAR XX Λ CORE -ACCENT CORE-（梅喧）
- 真·三國無雙4 Empires（祝融）

2007年
- 英雄傳說 空之軌跡 the 3rd（霧香·樓蘭）
- 無雙OROCHI 蛇魔（祝融）

2008年
- 無雙OROCHI 蛇魔再臨（祝融）

2009年
- 無雙OROCHI Z（祝融）

2011年
- 真·三國無雙6（祝融）
- 真·三國無雙6 Special（祝融）
- 真·三國無雙6 猛將傳（祝融）
- 真·三國無雙 NEXT（日语：真・三國無双 NEXT）（祝融）
- 無雙OROCHI 2（祝融）

2012年
- 英雄傳說 零之軌跡 Evolution（霧香·樓蘭[11]）
- 真·三國無雙6 Empires（祝融）
- 零 ～真紅之蝶（立花千歳）

2013年
- JoJo的奇妙冒險 全明星大亂鬥（日语：ジョジョの奇妙な冒険 オールスターバトル）（艾梅斯·羅斯提羅[12]）
- 真·三國無雙7（祝融[13]）
- 真·三國無雙7 猛將傳（祝融[14]）
- 無雙OROCHI2 Ultimate（祝融）

2014年
- 真·三國無雙7 Empires（祝融）

2014年
- 英雄传说 碧之轨迹 Evolution （雾香·楼兰）

2015年
- 英雄傳說 空之軌跡 FC Evolution（霧香·樓蘭[15]）
- JoJo的奇妙冒險 天國之眼（艾梅斯·羅斯提羅[16]）

2016年
- 英雄传说 晓之轨迹 （雾香·楼兰）

2018年
- 真·三國無雙8（祝融）
- 英雄传说 闪之轨迹4 （雾香·楼兰）

2021年
- 英雄传说 黎之轨迹（雾香·楼兰）
- 真·三國無雙8 Empires（祝融）

### 特攝影集
1999年
- 救急戰隊GOGOV（幼化災魔獸的配音）

2001年
- 假面騎士鄂鬥（／的配音）

### 外語配音

#### 電影／電視影集
| 作品年份 | 作品名稱  | 配演角色    | 演員           | 媒介             |
| -------- | --------- | ----------- | -------------- | ---------------- |
| 1992     | 阿拉丁    | －          | －             | 2008年新錄製版本 |
| 1995     | 終極警探3 | －          | －             | 影碟版本         |
| 1995     | 角頭情聖  | －          | －             | VHS版本          |
| 1996     | 東邪西毒  | 桃花        | 劉嘉玲         | VHS版本          |
| 2000     | 魔龍傳奇  | Norda       | Kristen Wilson | 影碟版本         |
| 2003     | Cypher    | Rita Foster | Lucy Liu       | －               |
| 2010     | 「法」妻  | －          | －             | NHK版            |

### DVD
- Flower Snow（谷山美香）

### 廣播
- 青澀之夜
- 歸來的青澀之夜（日语：帰ってきたセンチメンタルナイト）
- 只有青澀之夜2（日语：onlyセンチメンタルナイト2）

### CD
- （如月葉子）
- 青澀之戀 所有作品（松岡千惠）
- 心動美麗同盟Lovely Star（日语：ドキドキプリティリーグ）（須永知美）
- 封神演義 LEVEL-III（金光聖母）

### 廣告
- Marukome（日语：マルコメ）[注 2]

### 其它
- 「祝女（日语：祝女 (NHK)）」 第1季 VOL.4（配音演出）
- 「流星俱樂部（日语：流星倶楽部）」內的廣播劇
- 「背德之雫」媽媽的朋友們那美麗的理由（朗讀）
- 「美麗的巨匠們（日语：美の巨人たち）」（旁白）

## 從事編劇
原本是米本在她自己的個人部落格以用戶名「Chani」的名義純粹在網路上以她覺得有興趣的事物為範圍發表她的網路原創長篇小說，後來都在舞台演出等活動上有所發揮，而米本說她不想寫劇本只想從事配音。不過後來米本以她的網路帳號「Chani」的名義負責音樂劇版「光之美少女」的編劇，正式投入編劇業界。目前米本的主業是配音和編劇兩者併行。

### 編劇作品
- 音樂劇版「光之美少女」系列
  - Smile 光之美少女！：！!!
  - DokiDoki！光之美少女：!!
  - Happiness Charge 光之美少女！
  - Go！Princess 光之美少女：！
  - 魔法使 光之美少女！
- 木偶戲版「國王長著驢耳朵」（劇團飛行船（日语：劇団飛行船）主辦）[17]
- CLOCK ZERO ～終焉的一秒～ Watch Over[18]

## 腳註

## 相關項目
- 廣島縣出身人物列表（日语：広島県出身の人物一覧）（連結至日文維基頁面）
- SG Girls（日语：SGガールズ）
  - 鈴木麻里子
  - 豐真千子
  - 小田美智子（引退）
  - 前田愛
  - 滿仲由紀子

## 外部連結
- 青二Production公式官網的聲優簡介 （页面存档备份，存于） （日語）
- I am Chani. （页面存档备份，存于） （日語）－米本千珠的第4代官方個人部落格。
- （日語）－米本千珠的第3代官方個人部落格。
- Who are you？ （日語）－米本千珠的第2代官方個人部落格。
- 米本千珠的X（前Twitter） （日語）